# Passo della Croce
Il passo della Croce è un valico alpino delle Alpi Graie situato in Provincia di Torino che collega la val Ceronda con la valle di Viù, più precisamente il comune di Vallo Torinese con quelli di Germagnano e di Viù.

## Descrizione
Il passo si apre tra Il Turu e il monte Druina e si trova alla testata dei valloni del Rio Tronta (lato val Ceronda) e del rio Maddalene (lato valle di Viù). 
L'accesso avviene per sentiero da Vallo Torinese o da Colbeltramo; in questo caso occorre seguire lo sterrato di servizio dei ripetitori del Turu e svoltare a destra poco prima della cima della montagna. 
La salita da Colbeltramo è anche percorribile in MTB.
In corrispondenza del valico sorgono una croce ed una statua della Madonna, nonché un punto di appoggio costruito nel 2003 che permette di trovare riparo in caso di maltempo.

## Storia
Durante la Resistenza il valico fu usato dal contingente partigiano attivo 
in val Ceronda per consentire l'approvvigionamento dei reparti insediati all'interno delle valli di Lanzo.

## Escursionismo
Il valico può essere raggiunto per sentiero da Vallo Torinese o da Monbas, dal versante che dà sulle Valli di Lanzo. Dal passo è comodamente raggiungibile Il Turu, dal quale si gode di un vastissimo panorama, per un largo sentiero che poi confluisce sullo sterrato di servizio delle antenne presenti sulla vetta. La salita al monte Druina è meno agevole e avviene per una cresta a tratti ingombra di affioramenti rocciosi e pietrame.